# BBL-Pokal 2022/23
Der MagentaSport BBL-Pokal 2022/23 war die vierzehnte Austragung des Pokalwettbewerbs im deutschen Vereinsbasketball der Herren als Ligapokal der ersten Basketball-Bundesliga. Die Organisation dieses Wettbewerbs untersteht dem Ligaverband der Basketball-Bundesliga und dient der Ermittlung des deutschen Pokalsiegers im Vereinsbasketball der Herren.

## Modus
Zur Teilnahme am BBL-Pokal waren alle BBL-Bundesligisten qualifiziert, die in der Vorsaison die Plätze 1 bis 16 in der Abschlusstabelle belegt hatten. Der BBL-Pokal wurde in vier Runden (Achtel-, Viertel- sowie Halbfinale und Finale) nach dem K.o.- System ausgetragen. Alle Spielpaarungen zu den jeweiligen Pokalrunden wurden über Los bestimmt, wobei im Achtel- und Viertelfinale das zuerst gezogene Los Heimrecht hatte.
Die beiden Halbfinals sowie das Finale fanden im Rahmen eines Finalturniers („TOP FOUR“) statt. Dort wurde in je einem Halbfinal- sowie einem Finalspiel der Pokalsieger bestimmt.

## Austragung
Übersicht der Ergebnisse der einzelnen Pokalrunden:

### Achtelfinale
| Datum      |                    | Ergebnis     |                          |
| ---------- | ------------------ | ------------ | ------------------------ |
| 15.10.2022 | Syntainics MBC     | 69 : 75      | Medi Bayreuth            |
| 15.10.2022 | Crailsheim Merlins | 86 : 72      | Niners Chemnitz          |
| 15.10.2022 | Hamburg Towers     | 86 : 92      | MHP Riesen Ludwigsburg   |
| 15.10.2022 | Würzburg Baskets   | 87 : 91      | EWE Baskets Oldenburg    |
| 16.10.2022 | Löwen Braunschweig | 84 : 85 (OT) | MLP Academics Heidelberg |
| 16.10.2022 | BG Göttingen       | 86 : 82      | ratiopharm Ulm           |
| 16.10.2022 | Brose Bamberg      | 68 : 85      | FC Bayern München        |
| 17.10.2022 | Alba Berlin        | 98 : 95      | Telekom Baskets Bonn     |

### Viertelfinale
| Datum      |                       | Ergebnis |                          |
| ---------- | --------------------- | -------- | ------------------------ |
| 03.12.2022 | Crailsheim Merlins    | 69 : 95  | MHP Riesen Ludwigsburg   |
| 04.12.2022 | EWE Baskets Oldenburg | 85 : 83  | MLP Academics Heidelberg |
| 04.12.2022 | FC Bayern München     | 80 : 63  | Medi Bayreuth            |
| 04.12.2022 | BG Göttingen          | 71 : 99  | Alba Berlin              |

### TOP FOUR
Das TOP FOUR Finalturnier mit den beiden Halbfinal-Partien und dem Finale fand am Wochenende des 18. und 19. Februars 2023 in der Großen EWE Arena in Oldenburg statt. Deutscher Pokalsieger 2023 wurde der FC Bayern München nach einem 90:78 Finalsieg über die Gastgeber aus Oldenburg.

#### Halbfinale
| Datum      |                       | Ergebnis |                        |
| ---------- | --------------------- | -------- | ---------------------- |
| 18.02.2023 | EWE Baskets Oldenburg | 92 : 86  | MHP Riesen Ludwigsburg |
| 18.02.2023 | FC Bayern München     | 83 : 77  | Alba Berlin            |

#### Finale
| Datum      |                       | Ergebnis |                   |
| ---------- | --------------------- | -------- | ----------------- |
| 19.02.2023 | EWE Baskets Oldenburg | 78 : 90  | FC Bayern München |